# Antennella sinuosa
Antennella sinuosa is een hydroïdpoliep uit de familie Halopterididae. De poliep komt uit het geslacht Antennella. Antennella sinuosa werd in 2009 voor het eerst wetenschappelijk beschreven door Ansín Agís, Vervoort & Ramil. 